# Taeniophallus poecilopogon
Espèce
Synonymes
- Rhadinaea poecilopogon Cope, 1863
- Enicognathus elegans Jan, 1863
- Dromicus melanocephalus Peters, 1863

Taeniophallus poecilopogon  est une espèce de serpents de la famille des Dipsadidae.

## Répartition
Cette espèce se rencontre :
- au Brésil dans les États de Rio de Janeiro, de São Paulo, du Paraná, de Santa Catarina, du Rio Grande do Sul et dans le sud du Minas Gerais ;
- en Uruguay ;
- en Argentine dans les provinces de Corrientes, d'Entre Ríos et de Misiones.

## Publication originale
- Cope, 1864 "1863" : Descriptions of new American Squamata in the Museum of the Smtihsonian Institution. Proceedings of the Academy of Natural Sciences of Philadelphia, vol. 15, p. 100-106 (texte intégral).